# الدوري الكيني الممتاز
الدوري الكيني الممتاز لكرة القدم هي مسابقة كرة القدم بين أندية كينيا .